# Jamaicai varjú
A jamaicai varjú (Corvus jamaicensis) a madarak osztályának verébalakúak (Passeriformes) rendjébe és a varjúfélék (Corvidae) családjába tartozó faj.

## Rendszerezése
A fajt Johann Friedrich Gmelin német természettudós írta le 1788-ban.

## Előfordulása
A Nagy-Antillákhoz tartozó Jamaica területén honos. Természetes élőhelyei a szubtrópusi vagy trópusi síkvidéki és hegyi esőerdők, valamint szántóföldek, másodlagos erdők és vidéki kertek. Magassági vonuló.

## Megjelenése
Testhossza 38 centiméter.

## Természetvédelmi helyzete
Az elterjedési területe kicsi, egyedszáma 1000-2499 példány közötti és csökken. A Természetvédelmi Világszövetség Vörös listáján mérsékelten fenyegetett fajként szerepel.